# Georges Croquet
 Georges Croquet, né à Éghezée, le 24 septembre 1862 et mort à Montigny-le-Tilleul le 13 mai 1936, est un industriel et homme politique belge libéral.

## Biographie
Georges Frédéric Auguste Croquet, né le 24 septembre 1862 à Eghezée, est le fils de Frédéric Croquet, juge à Charleroi, et de Clémence Dethy. Il se marie à Montigny-le-Tilleul le 14 juin 1893 avec Marie Valentine Durant.
Il fait des études à l'Athénée de Charleroi puis à l'Université Libre de Bruxelles où il obtient un diplôme de docteur en droit. Il s'inscrit au barreau de Charleroi en 1888 dont il est nommé bâtonnier de 1911 à 1912. 
Il est un entrepreneur, industriel et banquier. Il est l'un des fondateurs et administrateurs du journal la « Gazette de Charleroi » . Il s'occupe de l'exploitation de carrières et fait partie du conseil d'administration des verreries Bennert-Bivort à Jumet, des Ateliers Hanrez à Monceau-sur-Sambre puis devient président du conseil d'administration des Usines de Thy-le-Château, des charbonnages de Forte-Taille, de la Société des Céramiques de Saint-Rémy, président de la Société de Crédit à la Petite Industrie du Bassin de Charleroi et commissaire de la Banque Centrale de la Sambre à Charleroi.
Ses activités industrielles et bancaires l'amènent à s'intéresser à la politique au sein de l'Association libérale. D'abord sénateur suppléant en 1912, il devient sénateur de Charleroi-Thuin le 29 novembre 1919 et réélu à chaque session parlementaire jusqu'à son décès en 1936,,. Dans ses fonctions sénatoriales, il fait partie de la commission aux Affaires Economiques.
Il est élu à l'Assemblée wallonne en juillet 1921. Il a été un défenseur de la cause wallonne, notamment lors de la question de la flamandisation de l'Université de Gand.
À la suite de son décès au château de Bomerée à Montigny-le-Tilleul le 13 mai 1936, il reçoit des funérailles officielles et est inhumé le 16 mai 1936 à Montigny-le-Tilleul.

## Distinctions[2]
- Officier de l'ordre de Léopold (Belgique).
- Chevalier de la Légion d'honneur (France).